# Административно-территориальное деление Сапожковского района

Сапожковский район на карте Рязанской области

Сапожковский район в рамках административно-территориального устройства включает 1 посёлок городского типа и 4 сельских округа.
В рамках организации местного самоуправления, муниципальный район делится на 5 муниципальных образований, в том числе 1 городское и 4 сельских поселения:
- Березниковское сельское поселение (д. Березники)
- Канинское сельское поселение (с. Канино)
- Михеевское сельское поселение (с. Михеи)
- Морозово-Борковское сельское поселение (с. Морозовы-Борки)
- Сапожковское городское поселение (пгт Сапожок).

Посёлок городского типа соответствует городскому поселению, сельский округ — сельскому поселению.

## Формирование муниципальных образований
В результате муниципальной реформы к 2006 году на территории 9 сельских округов было образовано 4 сельских поселения.
| Административно-территориальная единица | Населённый пункт            | Муниципальное образование              |
| --------------------------------------- | --------------------------- | -------------------------------------- |
| Красноуглянский сельский округ          | Красный Угол                | Березниковское сельское поселение      |
| Красноуглянский сельский округ          | Марфинка                    | Березниковское сельское поселение      |
| Никольский сельский округ               | Березники                   | Березниковское сельское поселение      |
| Никольский сельский округ               | Избное                      | Березниковское сельское поселение      |
| Никольский сельский округ               | Красная Яблонька            | Березниковское сельское поселение      |
| Никольский сельский округ               | Красное                     | Березниковское сельское поселение      |
| Никольский сельский округ               | Никольское                  | Березниковское сельское поселение      |
| Никольский сельский округ               | Фёдоровка                   | Березниковское сельское поселение      |
| Канинский сельский округ                | Ванино                      | Канинское сельское поселение           |
| Канинский сельский округ                | Варваровка                  | Канинское сельское поселение           |
| Канинский сельский округ                | Канино                      | Канинское сельское поселение           |
| Канинский сельский округ                | Малый Сапожок               | Канинское сельское поселение           |
| Канинский сельский округ                | Смыково                     | Канинское сельское поселение           |
| Новокрасненский сельский округ          | Дмитриевка                  | Канинское сельское поселение           |
| Новокрасненский сельский округ          | Красава                     | Канинское сельское поселение           |
| Новокрасненский сельский округ          | Мелекшино-Выселки           | Канинское сельское поселение           |
| Новокрасненский сельский округ          | Новокрасное                 | Канинское сельское поселение           |
| Новокрасненский сельский округ          | Ряжские Выселки             | Канинское сельское поселение           |
| Новокрасненский сельский округ          | Уда                         | Канинское сельское поселение           |
| Новокрасненский сельский округ          | Ястребки                    | Канинское сельское поселение           |
| Парышкинский сельский округ             | Кирилловка                  | Канинское сельское поселение           |
| Парышкинский сельский округ             | Парышка                     | Канинское сельское поселение           |
| Парышкинский сельский округ             | Плосское                    | Канинское сельское поселение           |
| Дмитриевский сельский округ             | Васильевка                  | Михеевское сельское поселение          |
| Дмитриевский сельский округ             | Дмитриевка                  | Михеевское сельское поселение          |
| Дмитриевский сельский округ             | Кривель                     | Михеевское сельское поселение          |
| Дмитриевский сельский округ             | Михеи                       | Михеевское сельское поселение          |
| Коровкинский сельский округ             | Березовка                   | Михеевское сельское поселение          |
| Коровкинский сельский округ             | Березовка                   | Михеевское сельское поселение          |
| Коровкинский сельский округ             | Екатериновка                | Михеевское сельское поселение          |
| Коровкинский сельский округ             | Коровка                     | Михеевское сельское поселение          |
| Коровкинский сельский округ             | Соща                        | Михеевское сельское поселение          |
| Лукмосский сельский округ               | Лукмос                      | Михеевское сельское поселение          |
| Лукмосский сельский округ               | Фабричный                   | Михеевское сельское поселение          |
| Морозово-Борковский сельский округ      | Александро-Прасковинка      | Морозово-Борковское сельское поселение |
| Морозово-Борковский сельский округ      | Дмитриевка                  | Морозово-Борковское сельское поселение |
| Морозово-Борковский сельский округ      | Морозовы-Борки              | Морозово-Борковское сельское поселение |
| Морозово-Борковский сельский округ      | Собчаково                   | Морозово-Борковское сельское поселение |
| Морозово-Борковский сельский округ      | Ширино                      | Морозово-Борковское сельское поселение |
| Администрация пгт Сапожок               | Благодатный                 | Сапожковское городское поселение       |
| Администрация пгт Сапожок               | Большая Дорога              | Сапожковское городское поселение       |
| Администрация пгт Сапожок               | Глушицы                     | Сапожковское городское поселение       |
| Администрация пгт Сапожок               | Грибов Куст                 | Сапожковское городское поселение       |
| Администрация пгт Сапожок               | Красные Липяги              | Сапожковское городское поселение       |
| Администрация пгт Сапожок               | Купальское                  | Сапожковское городское поселение       |
| Администрация пгт Сапожок               | Курган                      | Сапожковское городское поселение       |
| Администрация пгт Сапожок               | Максимовка                  | Сапожковское городское поселение       |
| Администрация пгт Сапожок               | Обрезки                     | Сапожковское городское поселение       |
| Администрация пгт Сапожок               | Попова Лощина               | Сапожковское городское поселение       |
| Администрация пгт Сапожок               | Сапожок                     | Сапожковское городское поселение       |
| Администрация пгт Сапожок               | Учебного хозяйства СПТУ № 1 | Сапожковское городское поселение       |
| Администрация пгт Сапожок               | Фабричная                   | Сапожковское городское поселение       |
| Администрация пгт Сапожок               | Чёрная Речка                | Сапожковское городское поселение       |
| Администрация пгт Сапожок               | Шацкая                      | Сапожковское городское поселение       |